# Eustala conchlea
Eustala conchlea är en spindelart som först beskrevs av Henry Christopher McCook 1888.  Eustala conchlea ingår i släktet Eustala och familjen hjulspindlar. Inga underarter finns listade i Catalogue of Life.